# Municipio de Bullard (Minnesota)
El municipio de Bullard (en inglés: Bullard Township) es un municipio ubicado en el condado de Wadena en el estado estadounidense de Minnesota. En el año 2010 tenía una población de 219 habitantes y una densidad poblacional de 2,73 personas por km².

## Geografía
El municipio de Bullard se encuentra ubicado en las coordenadas 46°31′0″N 94°51′44″O / 46.51667, -94.86222. Según la Oficina del Censo de los Estados Unidos, el municipio tiene una superficie total de 80.3 km², de la cual 78,81 km² corresponden a tierra firme y (1,85 %) 1,48 km² es agua.

## Demografía
Según el censo de 2010, había 219 personas residiendo en el municipio de Bullard. La densidad de población era de 2,73 hab./km². De los 219 habitantes, el municipio de Bullard estaba compuesto por el 96,8 % blancos, el 0,46 % eran afroamericanos, el 0,46 % eran amerindios y el 2,28 % eran de una mezcla de razas. Del total de la población el 0 % eran hispanos o latinos de cualquier raza.